# Mărgineni (Neamţ)
Mărgineni é uma comuna romena localizada no distrito de Neamţ, na região de Moldávia. A comuna possui uma área de 59.83 km² e sua população era de 4133 habitantes segundo o censo de 2007.